# La Morera
La Morera ist ein Dorf und eine Gemeinde (municipio) mit 704 Einwohnern (Stand: 2024) im Zentrum der spanischen Provinz Badajoz in der Autonomen Gemeinschaft Extremadura. 

## Lage
La Morera liegt etwa 60 Kilometer südöstlich der Provinzhauptstadt Badajoz und etwa 50 Kilometer südsüdwestlich von Mérida in einer Höhe von ca. 420 m. Das Klima im Winter ist gemäßigt, im Sommer dagegen warm bis heiß; die eher geringen Niederschlagsmengen (ca. 472 mm/Jahr) fallen – mit Ausnahme der nahezu regenlosen Sommermonate – verteilt übers ganze Jahr.

## Bevölkerungsentwicklung
| Jahr      | 1970 | 1981 | 1991 | 2001 | 2011 | 2021 |
| Einwohner | 889  | 808  | 807  | 783  | 740  | 715  |

## Sehenswürdigkeiten
- Laurentiuskirche (Iglesia de San Lorenzo)

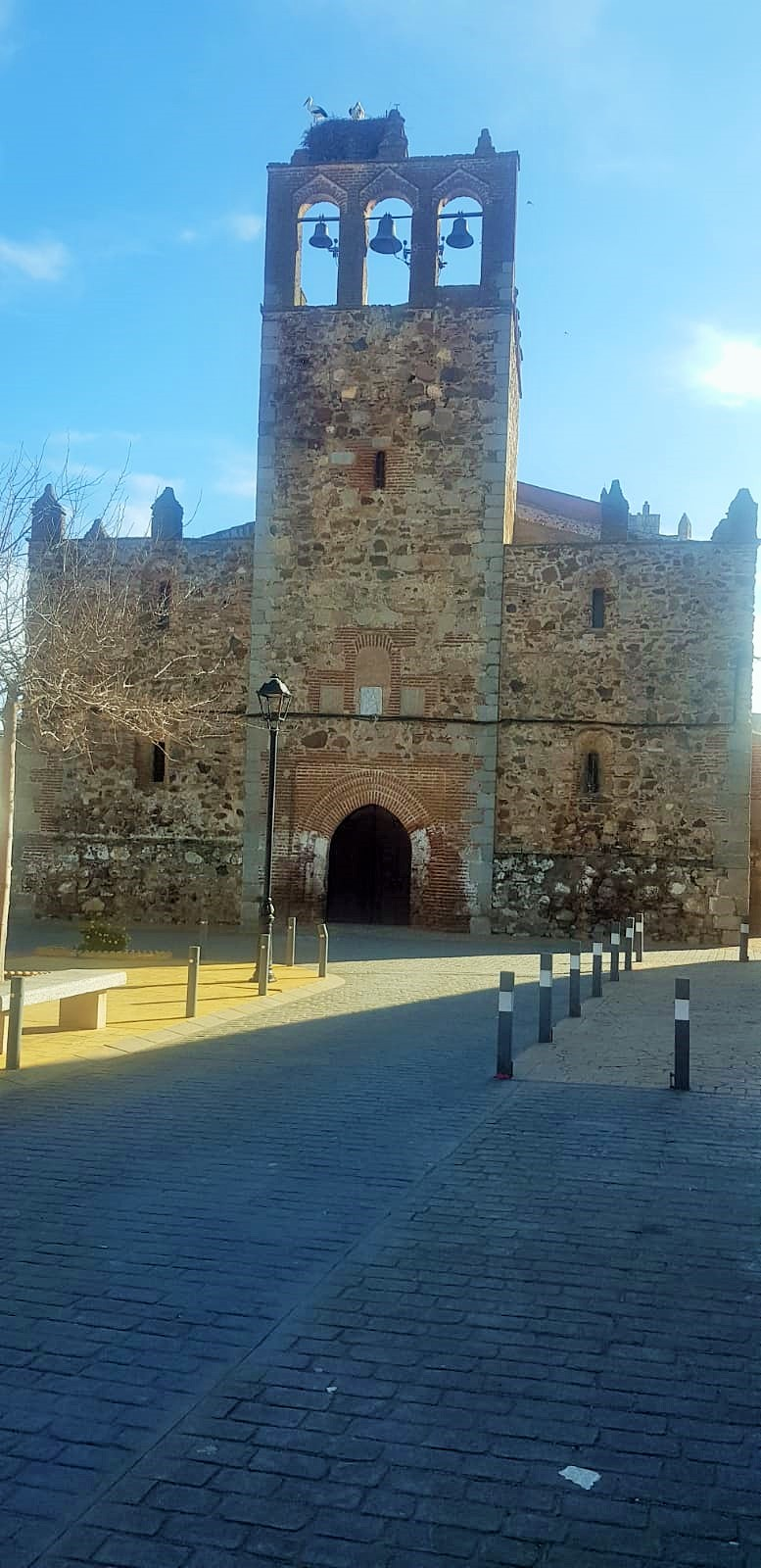
Laurentiuskirche
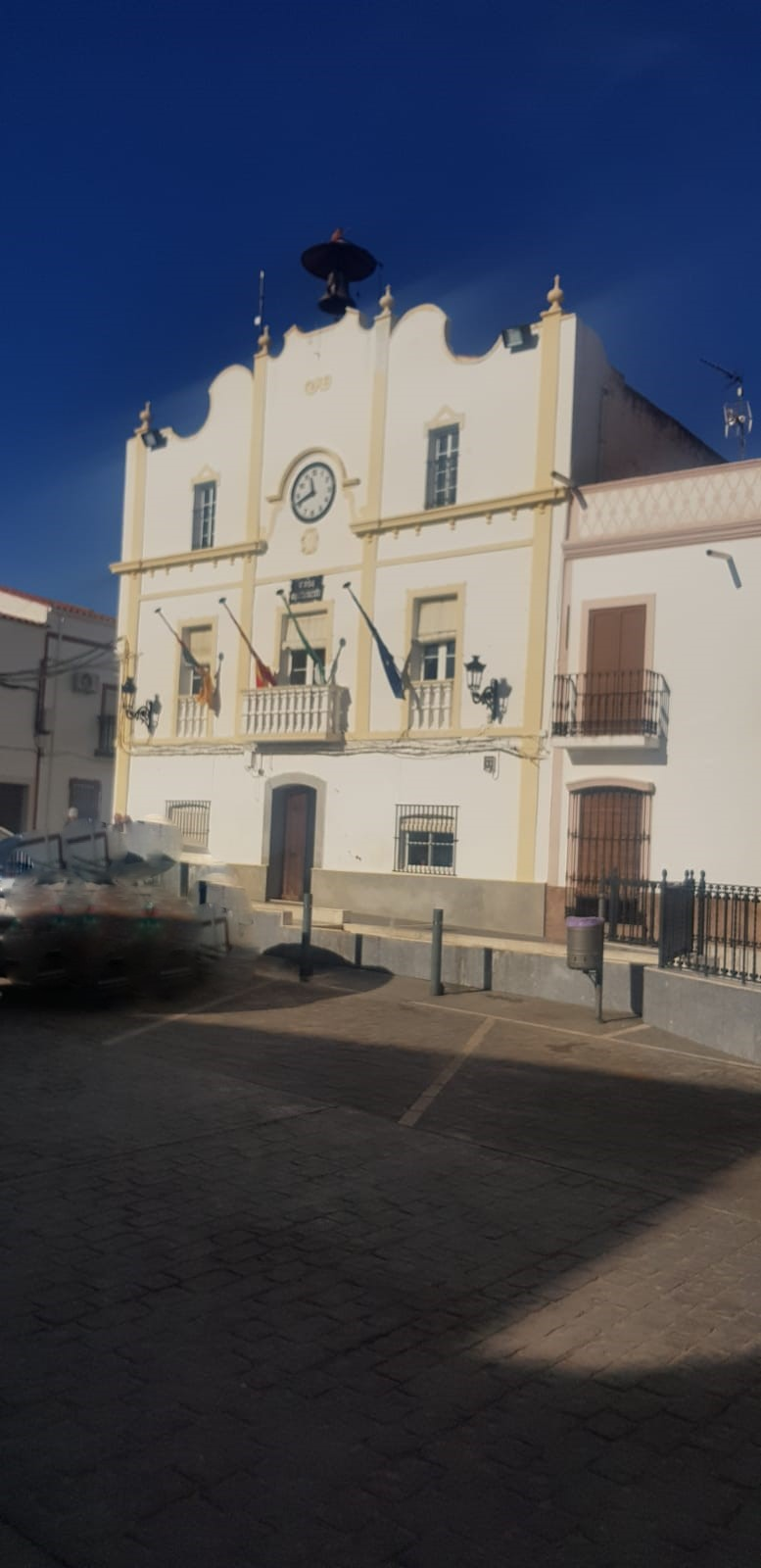
Rathaus